# تپه سور
تپه سور در شهرستان سقز، شرق جاده سقز به بوکان واقع شده و این اثر در تاریخ ۲۵ اسفند ۱۳۸۰ با شمارهٔ ثبت ۵۱۰۲ به‌عنوان یکی از آثار ملی ایران به ثبت رسیده است.